# Cantone di Gençay
Il Cantone di Gençay era una divisione amministrativa dell'arrondissement di Montmorillon.
È stato soppresso a seguito della riforma complessiva dei cantoni del 2014, che è entrata in vigore con le elezioni dipartimentali del 2015.
Comprendeva i comuni di:
- Brion
- Champagné-Saint-Hilaire
- Château-Garnier
- La Ferrière-Airoux
- Gençay
- Magné
- Saint-Maurice-la-Clouère
- Saint-Secondin
- Sommières-du-Clain
- Usson-du-Poitou